# Milorad Radulović
Milorad Radulović, črnogorski general, * 17. maj 1919, Danilovgrad, † 18. september 1991, Beograd. 

## Življenjepis
Radulović, študent prava, je leta 1940 postal član KPJ in naslednje leto se je pridružil NOVJ. Med vojno je bil politični komisar več enot.
Po vojni je bil politični komisar divizije, pomočnik poveljnik za MPV korpusa in vojaškega področja, direktor NIP Narodna armija,...